# Paróquia Nossa Senhora do Rosário de Fátima
A Paróquia Nossa Senhora do Rosário de Fátima é uma circunscrição eclesiástica católica brasileira sediada no município de Lucas do Rio Verde, no interior do estado de Mato Grosso. Faz parte da Diocese de Diamantino, estando situada na Forania de Lucas do Rio Verde. Foi criada em 18 de abril de 1983.